# Villa Hoffbauer

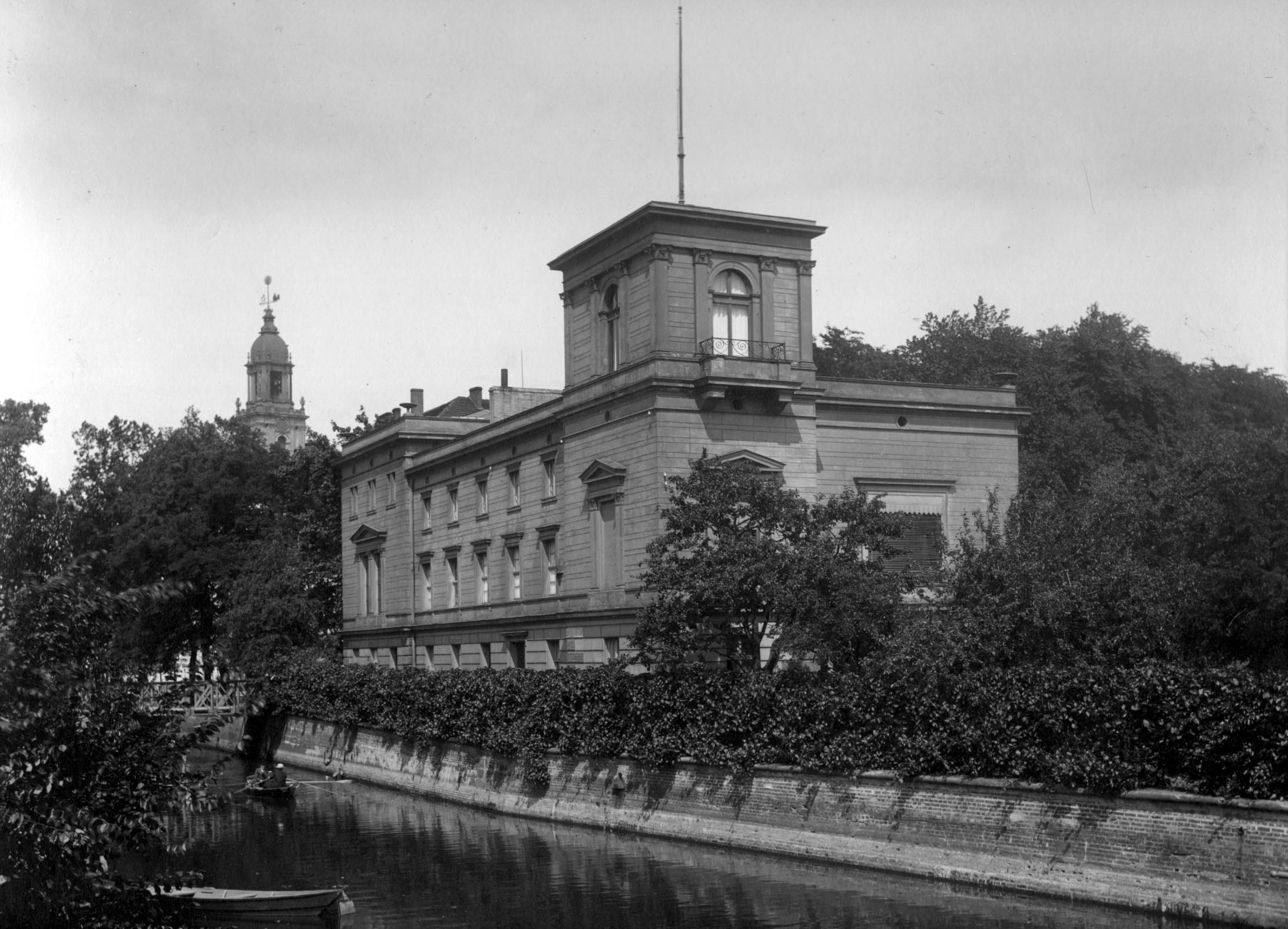
„Havelhaus“ Villa Hoffbauer, 1910

Die Villa Hoffbauer war eine Villa am Stadtkanal in Potsdam. Sie ist benannt nach den Industriellen und Stiftungsgründern Hermann und Clara Hoffbauer.

## Lage
Die Villa stand einige Meter vor der Mündung des Stadtkanals an der Planitz in die Havel, direkt an der östlichen Kanalmauer am Ende der Straße an der Gewehrfabrik. Wie viele weitere Gebäude der Umgebung, wurde sie am 14. April 1945 beim Luftangriff auf Potsdam zerstört. Im selben Jahr wurde die Straße an der Gewehrfabrik schließlich nach dem Ehepaar Hoffbauer in Hoffbauerstraße umbenannt.

## Geschichte
Die Hoffbauers erwarben 1870 die bis dahin als Havelhaus bekannte Villa, die sich in den Folgejahren zum Begegnungsort der Potsdamer Gesellschaft entwickeln sollte. Neben weiteren Persönlichkeiten der Zeit waren etwa Theodor Fontane und Ernst von Bergmann häufig anzutreffende Besucher der Villa.
Das Grundstück der Villa ist, wie an dieser Stelle auch der heute zugeschüttete Stadtkanal, weitgehend verwildert.